# 魔法先生ネギま! 〜もうひとつの世界〜 Theme Song Collection
『魔法先生ネギま! 〜もうひとつの世界〜 Theme Song Collection』（まほうせんせいネギま! もうひとつのせかい テーマソングコレクション）は、OAD『魔法先生ネギま! 〜もうひとつの世界〜』のボーカルアルバム。2010年11月17日にスターチャイルドから発売された。

## 概要
- OAD『魔法先生ネギま! 〜もうひとつの世界〜』のキャラクターソングを収録した作品。同アニメと第32巻限定版に同梱された『魔法先生ネギま! もうひとつの世界Extra 魔法少女ユエ♥』で使用された楽曲が収録されている。
- CDジャケットには、原作者赤松健の描き下ろしによるネギ・スプリングフィールド、神楽坂明日菜のイラストが描かれている。
- 矢部雅史、佐藤利奈、神田朱未が出演している特別DJ番組『カモジオSP』が9トラック目に収録されている。

### 主な記録
- 2010年11月29日付のオリコン週間アルバムチャートで56位、11月17日付のオリコンデイリーチャートで27位を獲得。初動売上は1925枚を記録した。

## 収録曲
1. LOVE♡ドライブ [4:03]
歌：ネギ・スプリングフィールド（佐藤利奈）、神楽坂明日菜（神田朱未）、近衛木乃香（野中藍）、桜咲刹那（小林ゆう）、宮崎のどか（能登麻美子）
作詞：うらん、作曲・編曲：大川茂伸
2. Get a Chance! [5:38]
歌：ネギ・スプリングフィールド（佐藤利奈）、犬上小太郎（井上麻里奈）、長谷川千雨（志村由美）、アルベール・カモミール（矢部雅史）、ジャック・ラカン（小山力也）、エヴァンジェリン・A・K・マクダウェル（松岡由貴）、クウネル・サンダース（小野大輔）
作詞：佐藤こづえ、作曲：Loop-K、編曲：菊谷知樹
3. Magical Twinkle Sky [3:34]
歌：ユエ・ファランドール（桑谷夏子）、コレット・ファランドール（佐藤聡美）、エミリィ・セブンシープ（竹達彩奈）、ベアトリクス・モンロー（花澤香菜）
作詞：うらん、作曲：山口朗彦、編曲：河合英嗣
4. Good vibration!! [3:44]
歌：ユエ・ファランドール（桑谷夏子）、コレット・ファランドール（佐藤聡美）、エミリィ・セブンシープ（竹達彩奈）、ベアトリクス・モンロー（花澤香菜）
作詞：こだまさおり、作曲：Loop-K、編曲：河合英嗣
5. LOVE♡ドライブ（off vocal ver.）
6. Get a Chance!（off vocal ver.）
7. Magical Twinkle Sky（off vocal ver.）
8. Good vibration!!（off vocal ver.）
9. 特別DJ番組 カモジオSP [28:09]

## アニメでの使用
| 曲名                | 詳細                                                                         |
| ------------------- | ---------------------------------------------------------------------------- |
| LOVE♡ドライブ       | OAD『魔法先生ネギま! 〜もうひとつの世界〜』オープニングテーマ                |
| Get a Chance!       | OAD『魔法先生ネギま! 〜もうひとつの世界〜』エンディングテーマ                |
| Magical Twinkle Sky | OAD『魔法先生ネギま! もうひとつの世界Extra 魔法少女ユエ♥』オープニングテーマ |
| Good vibration!!    | OAD『魔法先生ネギま! もうひとつの世界Extra 魔法少女ユエ♥』エンディングテーマ |